# Infrazářič

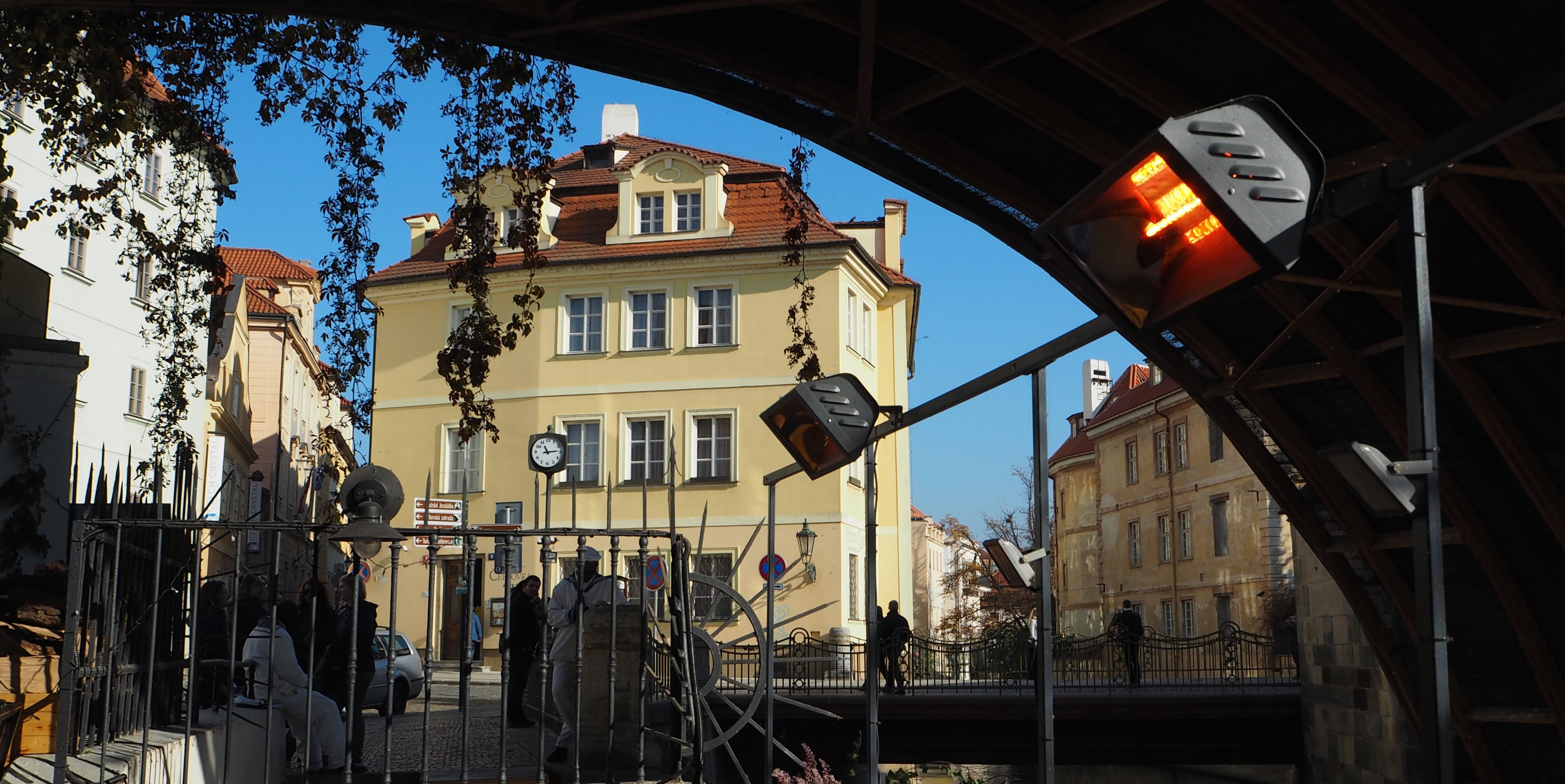
Instalace venkovních infrazářičů pod Karlovým mostem

Infrazářič (také quartzové topidlo) je spotřebič přeměňující elektrickou energii na teplo a světlo (infračervené záření). Je určený k ohřevu osob, předmětů či potravin v obytných, výrobních nebo venkovních prostorech.
Infrazářič obsahuje žárovku ve tvaru tenké trubice, tzv. infratrubice. Hlavní výhodou infrazářičů je, že snižují provozní náklady až o 60 % v porovnání s konvenčními zdroji vytápění. Krátkovlnné infračervené paprsky produkované infrazářičem totiž neohřívají okolní vzduch, ale výhradně osoby a objekty v dosahu (stejně jako sluneční paprsky). Elektrické infrazářiče nevíří prach, nejsou ovlivněny větrem ani vzdušnými proudy, neprodukují CO2, nepodporují růst bakterií a mikroorganismů.
Infrazářiče se využívají v obytných prostorech především pro ohřev v koupelnách. Běžně se používají i pro ohřev v průmyslových prostorách. Existují provedení se zvýšenou odolností proti prachu a vlhkosti.